# Jahanje
Jahanje je vještina upravljanja konjem, magarcem, mulom ili drugim jahaćim životinjama (deva, slon, jak, a ponegdje i sob) s njihovih leđa. Jahanje se kroz povijest koristilo za putovanje, lov, ratovanje (konjica), razonodu, šport (konjički šport), ali postoje i vještine konjičkog jahanja koji se smatraju i umjetnošću (Équitation, Španjolska škola jahanja i dr.). Za ovu disciplinu je potrebno uskladiti dvije različite biološke vrste, ljude i jahače životinje, za što su izumljena raznolika oprema i pomagala (sedlo, potkova, kolan, stremen, uzde, žvale, mamuze, jahačke čizme i dr.). 
|  | Zajednički poslužitelj ima još gradiva o temi Konjičko jahanje |